# Verplanck (New York)
Verplanck est une census-designated place du comté de Westchester, dans l'État de New York, aux États-Unis,. En 2020, elle compte une population de 1 535 habitants.